# The Hunchback of Notre Dame (1923)
The Hunchback of Notre Dame is een Amerikaanse film uit 1923, geregisseerd door Wallace Worsley. Het is een verfilming van de roman De klokkenluider van de Notre Dame van Victor Hugo. De hoofdrollen worden vertolkt door Lon Chaney, Sr., Patsy Ruth Miller, Norman Kerry, Nigel de Brulier, Brandon Hurst.
De film behoort tot de bekendste verfilmingen van Victor Hugo's roman. Het was tevens een van de succesvolste stomme films ooit van Universal Studio's, met een wereldwijde opbrengst van 3 miljoen dollar. De film wordt vooral herinnerd vanwege de voor die tijd grote decors waarmee het 15e-eeuwse Parijs weer wordt gegeven, en de manier waarop Lon Chaney het personage Quasimodo vertolkte. Vanaf 1951 valt de film in het publiek domein.

## Verhaal

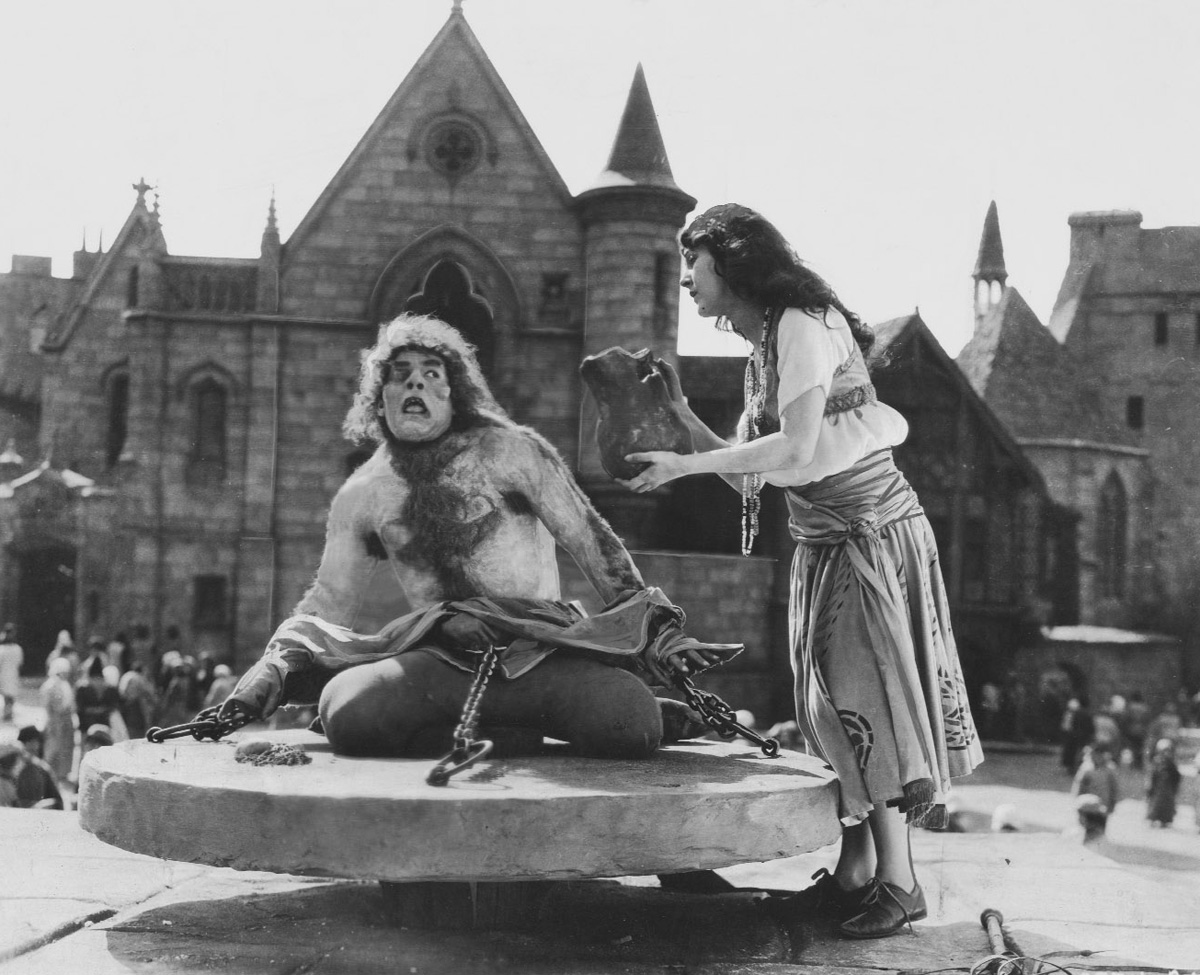
Lon Chaney als Quasimodo en Patsy Ruth Miller als Esmeralda.

Het verhaal speelt in het Parijs van de 15e eeuw. Centraal staat Quasimodo, een mismaakte, dove en half blinde man die zijn leven slijt in de Notre-Dame van Parijs als klokkenluider. Zijn meester, Jehan Frollo, is de kwaadaardige broer van de aartsbisschop Claude Frollo. Hij wil dat Quasimodo voor hem de zigeunerin Esméralda, dochter van zigeunerkoning Clopin, ontvoert. Esmeralda wordt echter gered door de legerkapitein Phoebus. Quasimodo wordt voor zijn daad veroordeeld tot geseling op het centrale plein. Esmerelda is getuige van de geseling, en krijgt medelijden met hem. Zo brengt ze hem onder andere wat water.
Jehan en Clopin ontdekken beide dat Phoebus verliefd is geworden op Esmerelda, en met haar wil trouwen. Clopin leidt de zigeuners en bedelaars van Parijs naar het huis van Phoebe's verloofde en eisen Esmerelda's terugkeer. Esmerelda stemt uiteindelijk toe. Phoebus loopt later in de Notre Dame Jehan tegen het lijf, die hem neersteekt en gewond achterlaat. Esmerelda krijgt de schuld en wordt ter dood veroordeeld. Quasimodo redt haar van de galg en vlucht met haar de kathedraal in, waar Claude Frollo haar kerkelijk asiel verleent.
Onder leiding van Clopin bestormen de zigeuners de kathedraal. Quasimodo slaagt erin met stenen en gesmolten lood de aanval af te slaan. Ook doodt hij Jehan door hem van de balustrade van de Notre Dame te gooien. Jehan kan nog net voor hij valt Quasimodo dodelijk verwonden met een mes. Phoebus en Esmerelda worden herenigd en ze vertrekken zonder de stervende Quasimodo op te merken. Alleen Claude is bij hem wanneer hij sterft.

## Rolverdeling

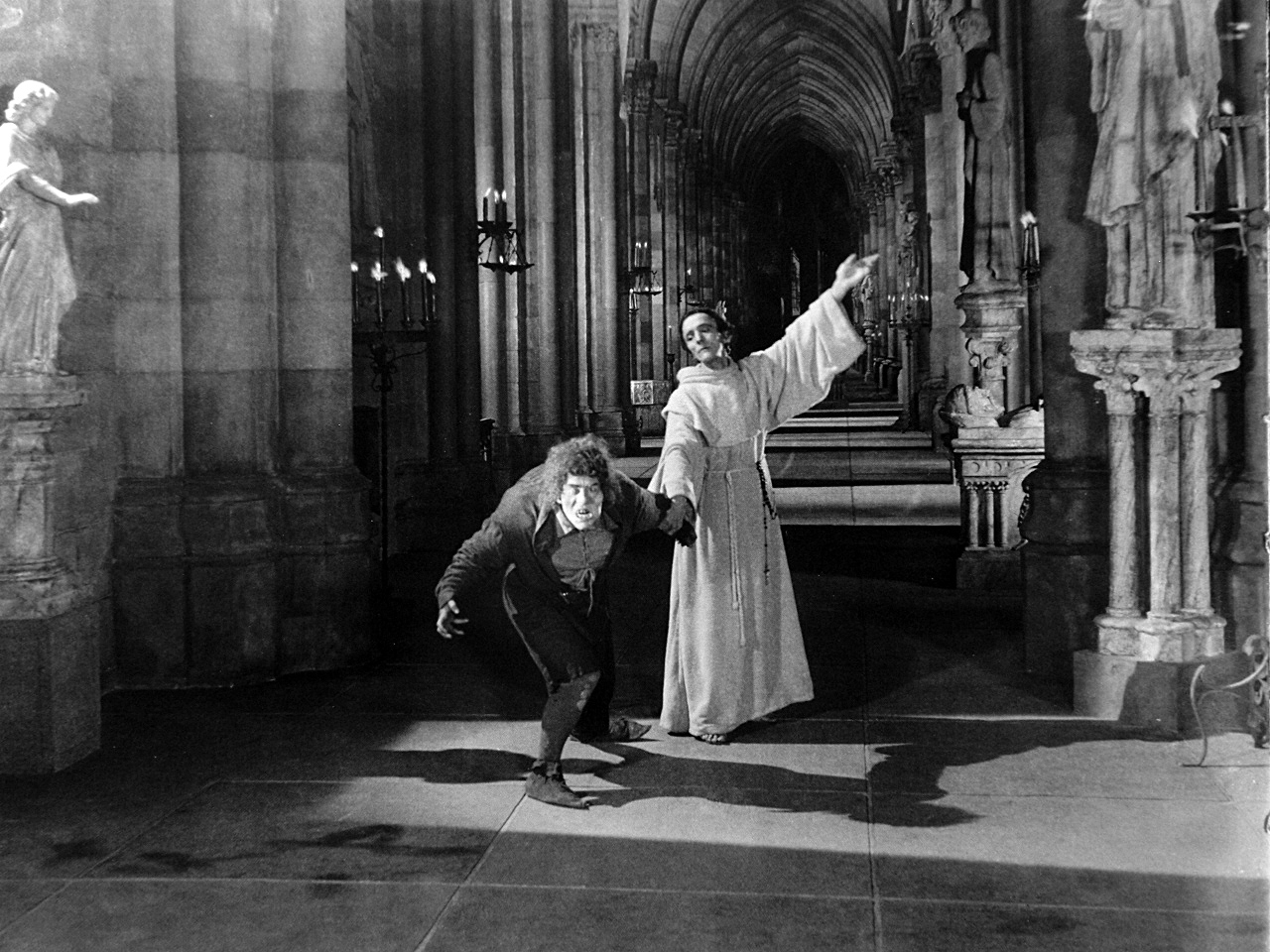
Lon Chaney in een scène uit de film.

| Acteur            | Personage                    |
| ----------------- | ---------------------------- |
| Lon Chaney        | Quasimodo                    |
| Patsy Ruth Miller | Esmeralda                    |
| Norman Kerry      | Kapitein Phoebus             |
| Kate Lester       | Madame de Gondelaurier       |
| Winifred Bryson   | Fleur de Lys de Gondelaurier |
| Nigel De Brulier  | Claude Frollo                |
| Brandon Hurst     | Jehan Frollo                 |
| Ernest Torrence   | Clopin Trouillefou           |
| Tully Marshall    | King Louis XI                |
| Harry von Meter   | Mons. Neufchatel             |
| Raymond Hatton    | Pierre Gringoire             |
| Nick De Ruiz      | Mons. le Torteru             |
| Eulalie Jensen    | Marie                        |
| Roy Laidlaw       | Jacques Charmolue            |
| Ray Myers         | Charmolue's assistant        |
| William Parke     | Josephus                     |
| Gladys Brockwell  | Gudule                       |
| John Cossar       | Judge of the Court           |
| Edwin Wallock     | King's Chamberlain           |

## Achtergrond
De originele versie van de film was gedrukt op nitrocellulose, en in de loop der jaren aangetast of vernietigd. De enige bewaarde versies zijn 16 mm "show-at-home" versies, gedistribueerd door Universal in de jaren 20 en 30. De meeste hedendaagse versies van de film zijn hiervan gekopieerd.